# Fusispermum rubrolignosum
Fusispermum rubrolignosum là một loài thực vật có hoa trong họ Hoa tím. Loài này được Cuatrec. mô tả khoa học đầu tiên năm 1950.